# 디 아이 (2008년 영화)
《디 아이》(The Eye)는 미국에서 제작된 데이빗 모로, 자비에 팔뤼 감독의 2008년 공포, 스릴러, 드라마 영화이다. 제시카 알바 등이 주연으로 출연하였고 폴라 와그너 등이 제작에 참여하였다.

## 출연

### 주연
- 제시카 알바
- 알렉산드로 니볼라

### 조연
- 파커 포시
- 라드 세르베드지야
- 페르난다 로메로
- 레이첼 티코틴
- 오바 바바툰디
- 대니 모라
- 클로이 모레츠
- 브렛 하워스

## 기타
- 원작자: 허월진
- 원작자: 옥사이드 팽
- 원작자: 대니 팽
- 라인프로듀서: 잭 L. 머레이
- 미술: 제임스 H. 스펜서
- 세트: 조셉 리취
- 의상: 마이클 데니슨
- 배역: 낸시 네이어
- 배역: 켈리 와그너

## 같이 보기
- 세포 기억설